# Tasnif
Il tasnif (in lingua persiana تصنيف) è una delle varie forme di musica tradizionale persiana e può essere considerato l'equivalente persiano della ballata popolare. È una canzone composta in un ritmo lento. Come per altre forme di composizione musicale, la maggior parte dei tasnif sono di origine relativamente recente e di compositori noti.
Un grande numero di tasnif vennero composti durante i primi due decenni del XX secolo. Molti di questi sono basati su temi patriottici che riflettono lo spirito del movimento costituzionale di quel periodo. I tasnif composti negli anni 1920 e 1930 sono più attinenti a temi amorosi e la poesia usata è generalmente opera di poeti classici. Nel periodo post-seconda guerra mondiale, il contesto poetico è gradualmente diventato leggero e la musica del tasnif è stata influenzata dalle canzoni popolari occidentali. Questo tipo più "moderno" di tasnif è generalmente chiamato "Tarāne".